# Mount Honaz
Hora Honaz (turecky Honaz Dağı) je hora a národní park, který se nachází v jihozápadním Turecku, 17 kilometrů východně od provinčního města Denizli a asi 160 km severozápadně od města Antalya. 21. dubna 1995 byla vyhlášena jako chráněné území. Pod severními svahy hory se rozkládá Honaz, čtvrt města Denizli. S nadmořskou výškou 2571 metrů je nejvyšší horu Egejského regionu.
Hora je pokryta lesy, které jsou na zvláště na severní straně husté. Na vrcholu hory se po většinu roku vyskytuje led a sníh.